# Abadia de Koningshoeven
A Abadia de Koningshoeven (em neerlandês:  Abdij Koningshoeven, Abdij Onze Lieve Vrouw van Koningshoeven) é um mosteiro dos Trapistas (Ordem dos Cistercienses da Estrita Observância) fundado em 1881 em Berkel-Enschot, no Brabante do Norte, nos Países Baixos.

## Fundação
Em 1880 a situação das ordens monásticas na França era altamente desfavorável. Os monges da Abadia de Mont-des-Cats (Sainte-Marie-au-Mont) em Mont des Cats em Godewaersvelde em Nord, norte da França, temendo que estivessem prestes a ser exilados, procuraram um lugar de refúgio em outro país. O abade Dominique Lacaes enviou o padre Sébastien Wyart, ex-oficial dos zuavos, para a Holanda, onde teve muitos contatos militares. Por meio de seu ex-tenente, Antoine Arts, e do padre De Beer, superior dos irmãos CMM, ele conheceu o fabricante Caspar Houben, proprietário do De Schaapskooi ("O pastoril "), um grupo de três fazendas construídas pelos então príncipe herdeiro Guillherme II em 1834 em Berkel-Enschot, a leste de Tilburg. Houben estava disposto a arrendar as propriedades, equipadas e reformadas a ponto de serem úteis como um pequeno e primitivo mosteiro, para a comunidade francesa. Dom Lacaes não queria a princípio fundar um novo mosteiro, apenas para encontrar acomodações temporárias adequadas, mas por insistência do padre Wyart, que entretanto ele havia nomeado prior, ele acabou concordando em 5 de março de 1881.
Nos primeiros anos, as coisas foram muito difíceis em De Schaapskooi e, sem a ajuda constante dos Irmãos de Tilburg, a comunidade recém-estabelecida quase certamente teria fracassado. Um superior posterior, Dom Nivardus Schweykart, ampliou a fazenda, mas mesmo isso pouco ajudou. Então, como filho de um cervejeiro de Munique, ele decidiu em 1884 abrir uma cervejaria. Isso melhorou a situação financeira e também aumentou o número da comunidade.
Em 1890, o primeiro abade de Koningshoeven foi nomeado, Dom Willibrordus Verbruggen. Ele fez muito pelo mosteiro, mas também o levou à beira da ruína. Um de seus primeiros atos, em 1891, foi pagar a totalidade da dívida pendente de 9.000 florins com Caspar Houben. No mesmo ano o mosteiro foi elevado à categoria de abadia, que no final do ano albergava uma comunidade de 57 pessoas. Ele também iniciou a construção de uma nova abadia, tanto a igreja como os edifícios conventuais. Os antigos edifícios de De Schaapskooi foram fechados e o nome foi transferido para a cervejaria.

## Século XX

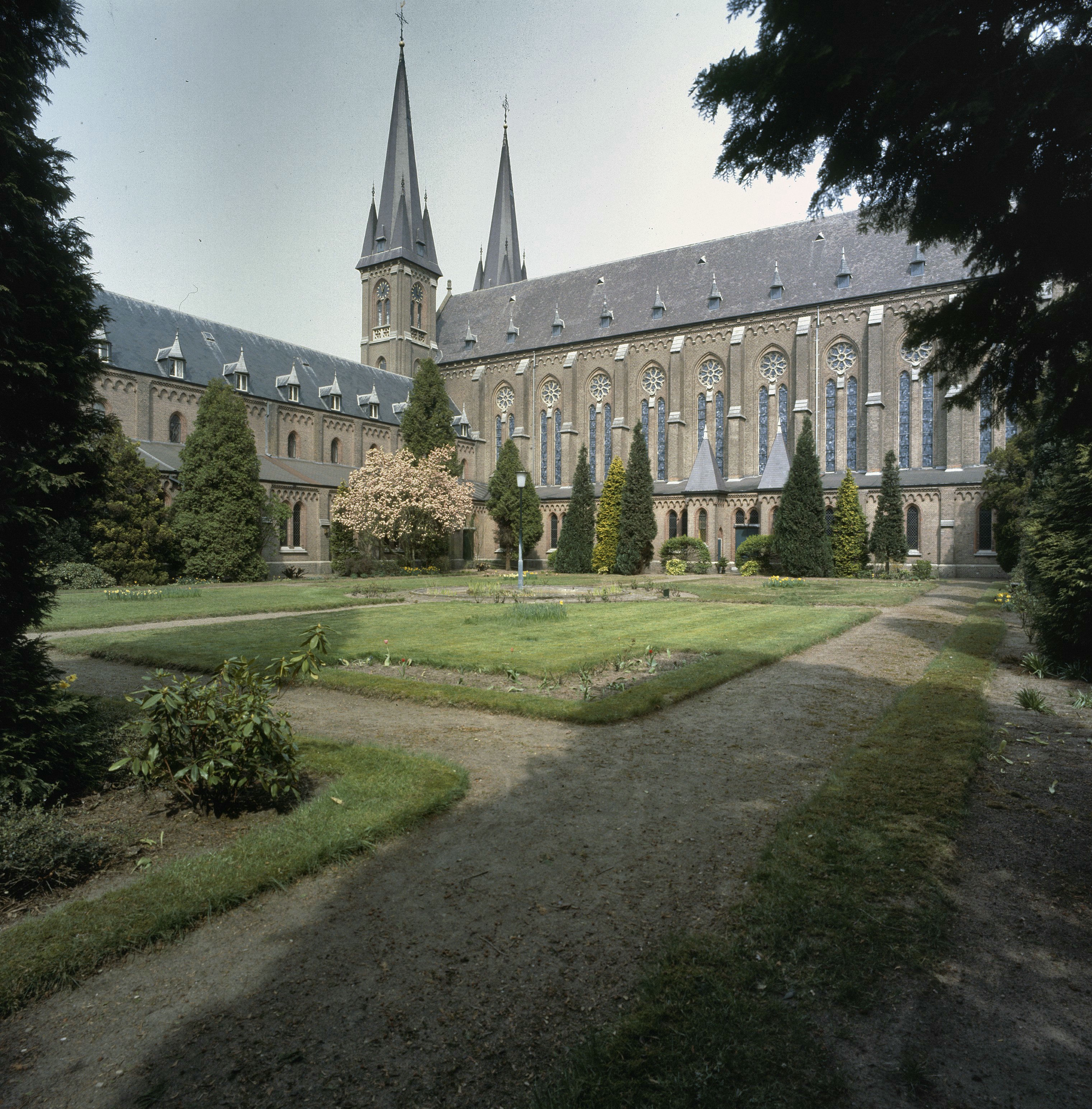
Claustro da abadia.

Outro desastre financeiro potencial resultou do estabelecimento de duas casas de refúgio em conexão com a situação precária contínua das comunidades religiosas na França: Maria Toevlucht em Zundert em 1900, e em 1902 Charneux na província de Liège, que foi encerrada em 1909. Todos os bens e posses de Koningshoeven, Zundert e Charneux estavam em nome do abade, o que levou em 1909 a uma situação embaraçosa. Quando ele se recusou a concordar em fazer os bens, o abade de Mont des Cats recebeu instruções de Roma para informá-lo de que ele havia sido dispensado de sua posição abacial. Dom Willibrordus não obedeceu e, conseqüentemente, os monges de Koningshoeven, Maria Toevlucht e Charneux foram despejados temporariamente. Mais tarde, um novo abade foi nomeado, o prior da Abadia de Scourmont na Bélgica, Padre Simon Dubuisson. Dom Willibrordus foi transferido para um mosteiro italiano, onde acabou morrendo. Padre Simon conseguiu muito, não só pagando as grandes dívidas que Dom Willibrordus havia deixado para trás, mas também por meio de sua liderança espiritual. Dentro da Ordem Dom Simão era muito estimado, e freqüentemente era solicitado pelo Capítulo Geral para resolver problemas em mosteiros de todo o mundo.
Em 1931 foi celebrado o quinquagésimo aniversário da abadia. Em 1937 foi fundada a Abadia de Berkel-Enschot Koningsoord, única casa de freiras trapistas na Holanda. Em 1942, três monges de ascendência judaica, Inácio, Linus e Nivardus Loeb (também escrito "Löb") foram enviados a Auschwitz, onde em setembro de 1942 os padres Inácio e Linus foram executados por um pelotão de fuzilamento, junto com padres católicos poloneses e ucranianos, por ouvir confissões. De acordo com um ordenança do campo, o Padre Inácio falou pouco antes de ser baleado: "Para os noviços de Koningshoeven!" ("Voor de noviciaat van Koningshoeven!" )  
O abade Simon morreu em 11 de fevereiro de 1945. Pela primeira vez, um novo abade foi eleito em Koningshoeven: todos os abades anteriores haviam sido nomeados. O novo abade foi Dom Willibrord van Dijk, o primeiro superior holandês. Ele teve muito trabalho com a renovação da vida do mosteiro. Enquanto seu predecessor deixava as pessoas apreensivas, o abade era muito amado por seus companheiros monges, sem afrouxar a disciplina da Regra. Durante seu tempo como abade, a abadia passou a possuir as Estações da Cruz de Albert Servaes. Koningshoeven fundou o Mosteiro Rawaseneng em Java em 1953, e em 1956 outro em Kipkelion no Quênia. Em 1966, Dom Willibrord pediu para se aposentar por motivos de saúde. A comunidade não estava preparada naquele momento para a eleição de um novo abade e escolheu um superior temporário, o padre Cyprianus van de Bogaard: ele foi eleito quarto abade em 1969. Um nativo de Tilburg, ele conseguiu ligar a abadia mais perto da região em que estava. Em 1981 foi comemorado o centenário. Sob sua direção, a abadia se desfez dos negócios agrícolas. Em 1989, Dom Cipriano desistiu e reassumiu seu lugar na comunidade e no coro. Mais uma vez a comunidade decidiu que preferia um superior temporário, o Padre Korneel Vermeiren, um monge da Abadia de Zundert. Ele foi eleito abade seis meses depois.

## Século XXI
Em 2004-2005, a igreja da abadia foi totalmente renovada. Dom Korneel renunciou ao cargo de abade em 2005 e foi substituído por Dom Bernardus Peeters. Neste ponto, a comunidade consistia de 16 monges.

### Cervejaria
A cervejaria fundada em 1884 continua em produção como Cervejaria De Koningshoeven.